# Kap Sáenz
Kap Sáenz (französisch Cap Saens Peña [sic!]) ist ein Kap an der Loubet-Küste des Grahamlands auf der Antarktischen Halbinsel. Es bildet den südlichen Ausläufer der Arrowsmith-Halbinsel und liegt zwischen dem Laubeuf-Fjord und dem Bigourdan-Fjord.
Teilnehmer der Fünften Französischen Antarktisexpedition (1908–1910) unter der Leitung des Polarforschers Jean-Baptiste Charcot entdeckten sie. Charcot benannte sie nach dem argentinischen Politiker Roque Sáenz Peña (1851–1914), Präsident Argentiniens von 1910 bis 1913.